# Louis Bouyer
Pour les articles homonymes, voir Bouyer (homonymie).
Louis Bouyer, né le 17 février 1913 à Paris et mort dans la même ville le 22 octobre 2004, est un prêtre et théologien catholique français, membre de la société de l'Oratoire de Jésus et de Marie.

## Biographie
Né dans une famille protestante de la petite bourgeoisie, Louis Bouyer commence ses études à la faculté de théologie protestante de Paris, avant de rejoindre celle de Strasbourg, où il est marqué par l'enseignement d'Oscar Cullmann. Il est ordonné pasteur en 1935, puis occupe la charge de vicaire de la paroisse luthérienne de la Trinité à Paris jusqu'à la Seconde Guerre mondiale. Proche des milieux orthodoxes, en particulier de Lev Gillet, marqué par la figure et l'œuvre de John Henry Newman, il est finalement reçu dans l'Église catholique à l'abbaye de Saint-Wandrille en 1939. 
Louis Bouyer entre ensuite dans la congrégation de l'Oratoire de France, où il est ordonné prêtre. Professeur de lettres au collège de Juilly,  il encourage Philippe Noiret, un de ses élèves, à se lancer dans le théâtre. Artisan du retour aux sources scripturaires, liturgiques et patristiques, il contribue en 1943 à la création du Centre de pastorale liturgique. En 1945, la publication d'un de ses ouvrages rencontre un large écho : Le Mystère pascal. Jusqu'en 1963, il est professeur à l'Institut catholique de Paris où il dirige la thèse de Hans Küng sur la justification. Par la suite, il critiquera sévèrement son ancien élève. Il est aussi directeur de thèse de Dom Adalbert de Vogüé, osb. Après sa démission de l'Institut catholique, il alterne entre des temps d'enseignement en Angleterre, en Espagne et aux États-Unis et des temps de retraite, à l'abbaye de Landévennec en Bretagne et à celle de La Lucerne en Normandie, où il peut se consacrer à l'écriture de sa grande œuvre. 
Il ne participe pas directement aux travaux du concile Vatican II, mais est associé à sa préparation et à sa mise en œuvre, en particulier dans les domaines de la liturgie et de l'œcuménisme. En 1968, la publication de son brûlot, La Décomposition du catholicisme, contribue à sa mise à l'écart de la scène théologique française, ce qui ne l'empêche pas d'être nommé deux fois par le pape Paul VI à la Commission théologique internationale, en 1969 puis en 1974.  
Féru de la pensée mythique et symbolique, en particulier de la légende arthurienne, Louis Bouyer contribue à faire connaître au public francophone l'œuvre de J. R. R. Tolkien qui est l'un de ses amis. Il est aussi proche de T. S. Eliot, Pierre Leyris, Elizabeth Goudge et Julien Green. En 1999, il reçoit le Prix du Cardinal-Grente de l'Académie française pour l'ensemble de son œuvre. 
Il meurt le 22 octobre 2004 dans le 7e arrondissement de Paris. Ses obsèques sont célébrées par le cardinal Jean-Marie Lustiger qui fut son élève. Il est enterré au cimetière monastique de l'abbaye de Saint-Wandrille.

## Œuvre

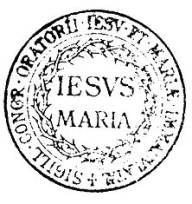
Sceau de l'Oratoire de Jésus et Marie (Oratoire de France), de 1870. Devise : Entre qui peut, sort qui veut.

Théologien complet et éclectique, Louis Bouyer est l'auteur d'une cinquantaine de monographies et de nombreux articles. Jean Duchesne et Jean-Luc Marion proposent d'organiser son œuvre en une série de trilogies.
Une trilogie économique : Le Trône de la Sagesse (1957), L'Église de Dieu (1970), Cosmos (1983).
Une trilogie théologique : Le Père invisible (1976), Le Fils éternel (1974), Le Consolateur (1980).
Une trilogie épistémologique : Mysterion (1986), Gnôsis (1988), Sophia (1994).
Cette triple trilogie, proche dans l'esprit de celle de Hans Urs von Balthasar, s'appuie sur d'autres trilogies, plus implicites, et d'autres séries d'ouvrages.
Une trilogie liturgique : Le Mystère pascal (1945), Le Rite et l'homme (1962), Eucharistie (1966).
Une série consacrée aux états de vie : Le sens de la vie monastique (1950), Le sens de la vie sacerdotale (1960), Initiation chrétienne (1958) et Introduction à la vie spirituelle (1960).
Une Histoire de la spiritualité chrétienne : La spiritualité du Nouveau Testament et des Pères (1961), La spiritualité orthodoxe et la spiritualité protestante et anglicane (1965), La spiritualité du Moyen Age (1961, en collaboration avec Jean Leclercq et François Vandenbroucke).
Des écrits polémiques : Humain ou chrétien ? (1958), La décomposition du catholicisme (1968), Religieux et clercs contre Dieu (1975).
Des écrits consacrés à la fonction et à l'épistémologie de la théologie : Du protestantisme à l'Église (1954), Dictionnaire théologique (1963), Le métier de théologien (1979).
Louis Bouyer écrit également plusieurs romans sous pseudonyme, dont Prélude à l'Apocalypse ou les derniers chevaliers du Graal (1982). Ses Mémoires sont publiés à titre posthume en 2014.

## Actualité de la pensée de Louis Bouyer
En France, les œuvres de Louis Bouyer sont actuellement en cours de réédition ou de réimpression aux éditions du Cerf et aux éditions Ad Solem. En 2014, un colloque est organisé conjointement par le Collège des Bernardins et l'Institut catholique de Paris pour le dixième anniversaire de sa mort. Les actes sont publiés aux éditions Parole et Silence. Dans le sillage du colloque, un groupe de recherche consacré à l'étude de son œuvre est créé au Collège des Bernardins. Il se réunit trois fois par an. Par ailleurs, plusieurs événements sont régulièrement organisés pour mieux faire connaître sa pensée : tables rondes, sessions théologiques...
Aux États-Unis, plusieurs rééditions et études contribuent à diffuser sa vision du mystère chrétien.
En juillet 2023, se tient la 5e édition annuelle des Rencontres Louis Bouyer au sein de l'abbaye de La Lucerne (Manche, près de Granville). Elles sont destinées au grand public intéressé par la foi, la théologie et la place du christianisme dans la société contemporaine.

## Publications

### Ouvrages
Liste non exhaustive des ouvrages de Louis Bouyer :
- Le Mystère pascal / Méditation sur la liturgie des trois derniers jours de la Semaine Sainte, Paris, Le Cerf, coll. « Lex orandi », 1945.
- Un Socrate romain : saint Philippe Néri, Paris, Albin Michel, 1946.
- Le Sens de la vie monastique, Paris, Le Cerf, 1950.
- La Bible et l'Évangile. Le sens de l'Écriture : du Dieu qui parle au Dieu fait homme, Paris, Le Cerf, coll. « Lectio divina », 1952.
- Newman. Sa vie. Sa spiritualité, Paris, Le Cerf, 1952.
- Du protestantisme à l'Église, Paris, Le Cerf, coll. « Unam Sanctam », 1954.
- La Vie de la liturgie. Une critique constructive du mouvement liturgique, Paris, Le Cerf, coll. « Lex orandi », 1956.
- Le Trône de la Sagesse / Essai sur la signification du culte marial, Paris, Le Cerf, 1957.
- Le Sens de la vie sacerdotale, Tournai, Desclée, 1960.
- Introduction à la vie spirituelle, Tournai, Desclée, 1960.
- Histoire de la spiritualité chrétienne, tome I : La spiritualité du Nouveau Testament et des Pères, Paris, Aubier, 1961.
- Le Rite et l'Homme. Sacralité naturelle et liturgie, Paris, Le Cerf, coll. « Lex orandi »,1962.
- Dictionnaire théologique, Tournai, Desclée, 1963.
- Eucharistie. Théologie et spiritualité de la prière eucharistique, Tournai, Desclée, 1966.
- Architecture et liturgie, Paris, Le Cerf, 1967.
- La Décomposition du catholicisme, Paris, Aubier, 1968, [lire en ligne].
- L'Église de Dieu. Corps du Christ et Temple de l'Esprit, Le Cerf, Paris, 1970.
- Le Fils éternel. Théologie de la Parole de Dieu et christologie,  Le Cerf, Paris 1974.
- Mystère et ministères de la femme, Paris, Aubier, coll. « Présence et pensée », 1976.
- Le Père invisible. Approches du mystère de la divinité, Le Cerf, Paris, 1976.
- Le Métier de théologien. Entretiens avec Georges Daix, Paris, Éditions France-Empire, 1979.
- Le Consolateur. Esprit Saint et vie de grâce, Paris, Le Cerf, 1980.
- Cosmos. Le monde et la gloire de Dieu, Paris, Le Cerf, 1983.
- Mysterion. Du mystère à la mystique,  Paris, Éditions O.E.I.L., 1986.
- Gnôsis. La connaissance de Dieu dans l'Écriture, Paris, Le Cerf, 1988.
- Sophia ou le monde en Dieu, Paris, Le Cerf, 1994.
- Newman : Sa vie, sa spiritualité, Paris, Les éditions du Cerf, coll. « Bibliothèque du Cerf », 2009, 485 p. (ISBN 978-2-204-08866-4)
- Initiation chrétienne, Paris, Les éditions du Cerf, coll. « Bibliothèque du Cerf », 2012, 211 p. (ISBN 978-2-204-09819-9)
- Mémoires, Paris, Les éditions du Cerf, coll. « Bibliothèque du Cerf », 2014, 327 p. (ISBN 978-2-204-09875-5)

### Articles
Liste non exhaustive des articles de Louis Bouyer :
- « Où en est le mouvement liturgique ? », La Maison-Dieu, no 25,‎ 1er trimestre 1951, p. 34-46 (lire en ligne)
- « Ce qui change, ce qui demeure dans la liturgie », La Maison-Dieu, no 40,‎ 4e trimestre 1954, p. 86-107 (lire en ligne)
- « Le nouvel Ordo Missae, Une réforme achevée ou commencée ? », France catholique, no 1215,‎ 27 mars 1970 (lire en ligne)